# Чайковського (селище, Клинський район)
Чайковського — селище у складі міського поселення Клин Клинського району Московської області Російської Федерації.

## Розташування
Селище Чайковського входить до складу міського поселення Клин, воно розташовано на південь від міста Клин. Найближчі населені пункти Борозда, Давидково, Покров. Найближча залізнична станція Клин.

## Населення
Станом на 2010 рік у селищі проживало 2243 людини